# Budiónovka

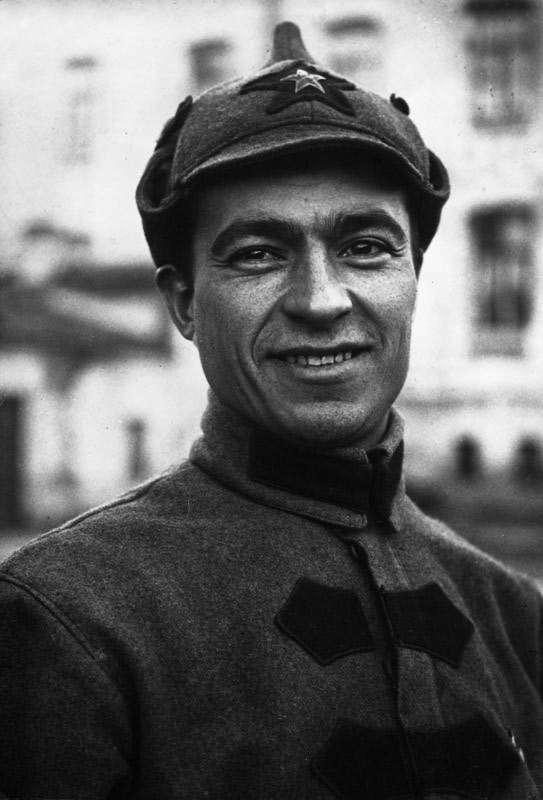
Un soldado soviético porta una budiónovka en 1926.

La budiónovka (en ruso будёновка, budyónovka) fue un gorro militar usado por los bolcheviques del Ejército Rojo durante la Guerra Civil Rusa y al concluir esta. Su nombre proviene del militar soviético Semión Budionni, en cuyo honor se le puso tal nombre al gorro. La budiónovka se decoraba con una estrella roja con una hoz y un martillo, aunque también llevaba una marca distintiva.
En el año 1941 el gorro cayó en desuso, dejando paso a un nuevo gorro denominado pilotka. En invierno, el Ejército usa en calidad de gorro la ushanka.

## Historia
El sombrero fue creado como parte de un nuevo uniforme para el ejército ruso por Viktor Vasnetsov, un famoso pintor ruso, que se inspiró en el casco de la Rus de Kiev. El nombre original era bogatyrka (богатырка) – el casco de un bogatyr – y tenía la intención de inspirar a las tropas rusas conectándolas con los héroes legendarios del folclore ruso. Los bogatyrkas estaban destinados a ser parte de un nuevo uniforme, por lo que ya se habían producido durante la Primera Guerra Mundial, pero no se habían adoptado oficialmente. Otra versión, bastante popular en Rusia, es que las bogatyrkas fueron diseñadas para un desfile militar como parte de un uniforme estilizado "histórico" (que también incluía un abrigo con piezas cruzadas de "diseñador", que evocaban las usadas por los Streltsy en los siglos XVI al XVIII, que también se usaron en el Ejército Rojo hasta cierto punto). Algunos historiadores rusos incluso especulan que el desfile en cuestión fue un supuesto desfile de la victoria en Berlín. Algunos ven los bogatyrkas como una evolución de las capuchas cónicas bashlyk usadas por el ejército ruso desde mediados del siglo XIX.

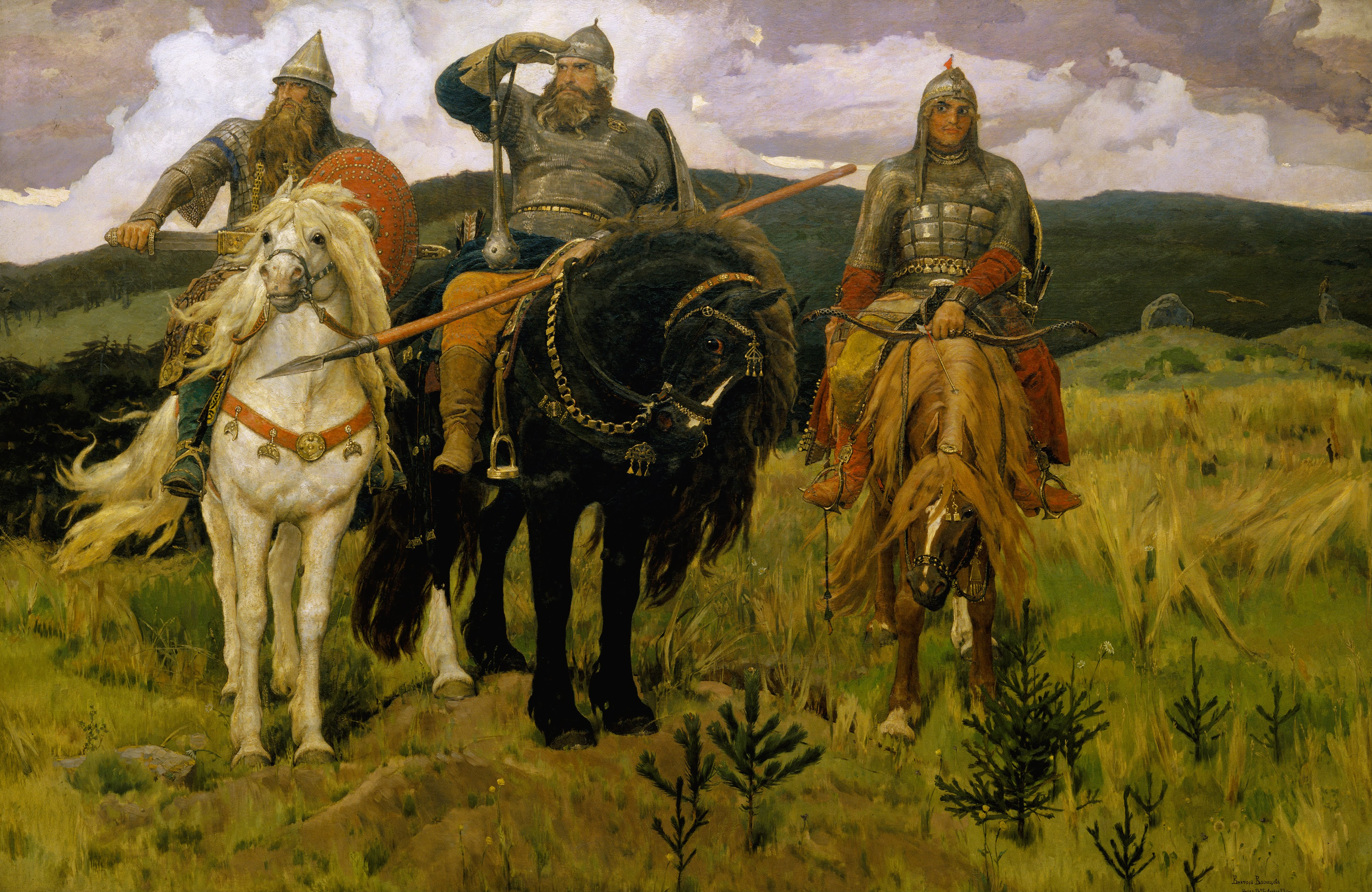
Idealización de Vasnetsov, con los cascos que inspiraron la budiónovka.

Durante la Guerra Civil Rusa, las tropas comunistas, que no tenían obligación de cumplir con los estándares uniformes del ejército imperial ruso, usaron bogatyrkas, ya que eran abundantes y distintivos. Los bogatyrkas eran comúnmente decorados con alfileres de estrellas rojas como diferenciación. Tales decoraciones eran a menudo improvisadas, pero más tarde se estandarizaron, y una insignia de estrella más grande de tela ancha se cosió en la parte delantera del sombrero, típicamente roja pero en algunos casos azul (para caballería) o negra (para artillería). Esto permitió a los comunistas utilizar la imagen de "bogatyrs rojos" luchando contra el antiguo sistema ruso, empleando la idea original de Vasnetsov. En este momento, el sombrero pasó a llamarse Budenovka en honor a Semión Budionni, el comandante del Primer Ejército de Caballería, ya que el sombrero (con la estrella azul) era particularmente popular entre las unidades de caballería. También fue llamada Frunzenka o Frunsovka en honor al general Mijaíl Frunze, uno de los líderes del ejército bolchevique.
Por la orden n.º 628 del consejo de guerra revolucionario del 8 de abril de 1919, el diámetro de la estrella de tela finalmente se aumentó de 8,8 a 10,5 cm. Hasta el reemplazo final del budiónovka por el Ushanka a finales de la década de 1930, solo se hicieron cambios menores en la altura y el redondeo de la tapa.

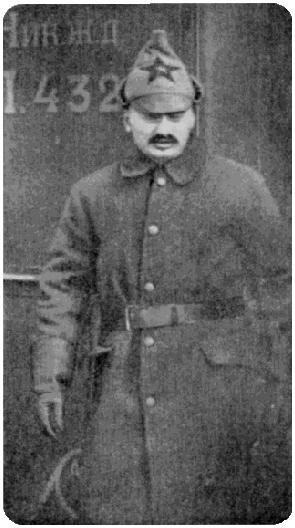
León Trotski portando el budióvka durante la Guerra Civil Rusa.

Cuando se autorizó en enero de 1919, la budiónovka fue pensada como un gorro de invierno. Hecho de tela caqui, el sombrero incluía solapas capaces de ser bajadas y sujetas debajo de la barbilla. La espiga distintiva fue creada por una bobina rígida cosida en la corona y cubierta por tela caqui. Sin embargo, sus deficiencias ya eran evidentes en la guerra civil. Debido a la alta estructura, no se podían usar cascos sobre ella y la gran estrella, generalmente roja, de tela hizo de los soldados del Ejército Rojo un blanco fácil para los francotiradores enemigos, especialmente en invierno. Además, ofrecía un calor insuficiente en las temperaturas invernales, ya que el fieltro era demasiado delgado para una protección efectiva. A pesar de estas deficiencias, a veces graves, esta prenda de cabeza siguió siendo parte del uniforme del Ejército Rojo como el casco principal. El modelo inicial con la punta alta fue reemplazado por un modelo más práctico de punta baja en 1927. Una versión de verano existió brevemente, hecha de tela más ligera,  más clara y sin solapas.
El sombrero no fue parte del uniforme del Ejército Rojo por mucho tiempo, tanto por razones políticas como prácticas. Aunque era relativamente fácil de producir, requería lana costosa, no proporcionaba una buena protección contra el clima frío y no se podía usar debajo de un casco. Otra razón era que pertenecía al período revolucionario de la historia rusa en el que la expresión artística y política había estado bajo un control menos riguroso por parte del Estado. Fue abandonado durante las reformas del ejército de mediados de la década de 1930. A partir de 1935 fue reemplazado en verano por el pilotka M1935.
Las budiónovkas todavía estaban en uso durante la Guerra de Invierno de 1939, y el desastroso fracaso del equipo y el equipo soviético llevó a la introducción de varios uniformes de invierno mejorados. El ejército soviético debía recibir el gorro de guarnición (llamado "pilotka") y el ushanka al aire libre, este último basado en el gorro de piel Turkislakki del ejército finlandés. En el Ejército Rojo, la budiónovka había sido reemplazada en su mayoría en el comienzo de la Gran Guerra Patria en 1941, pero algunas todavía eran usadas por partisanos soviéticos.

## Simbolismo
En 1919, al adoptarse un uniforme propio y específico para el Ejército Rojo, se tenía los mismos objetivos que cualquier otro ejército en situación análoga; pero, además, se pretendía romper radicalmente con la tradición zarista y con el mundo burgués, también en el campo simbólico (y socialmente emblemático) del uniforme militar. En este contexto, la budiónovka fue el elemento más exitoso, porque era una ligadura de tipo radicalmente nuevo y suponía una ruptura no sólo con el pasado, sino también con los usos coetáneos de los ejércitos del mundo capitalista. Al mismo tiempo, la budiónovka sintonizaba muy bien con el dinamismo transformador de la época y se connotaba con un cierto romanticismo revolucionario de cargas de la Caballería Roja, etc.
La budiónovka se convirtió en parte de la historia cuando los hombres de caballería del Ejército Rojo que llevaban budiónovkas se convirtieron en una imagen cultural icónica de la guerra civil rusa, junto con tachankas, el revólver Nagant o Mauser C96, la pistola Maxim y los marineros rebeldes con cinturones de municiones colgados sobre sus pechos. Los budiónovkas estilizados fueron tocados populares para niños hasta finales de la época soviética.
Como el componente principal del uniforme militar soviético durante muchos años, la Budyonovka se manifestó como un símbolo central para el Ejército Rojo en la década de 1920, especialmente durante la Guerra Civil. Fue a menudo retratada cinematográfica y teatralmente en casi todas las películas que tratan sobre la Guerra Civil Rusa. También fue considerado como un sombrero típico usado por los soldados soviéticos y utilizado en muchas caricaturas durante y después de la guerra.
Por todo ello, la budiónovka fue, mientras existió, el identificador más característico y emblemático del Ejército Rojo. Asimismo, desde su aparición hasta la actualidad, siendo uno de los grandes símbolos de la revolución y el Estado soviéticos, y, por extensión, uno de los iconos revolucionarios internacionales. Curiosamente, fue muy usada por la propaganda antisoviética, la cual, personificaba el comunismo en una "bestia asiática" tocada con budiónovka y, a menudo, con un puñal en la boca.